# Англійський бульвар
Англійський бульвар (крим. Ingliz bulvarsı) — вулиця в Балаклавському районі Севастополя, в районі Ушакового.
Отримала свою назву в 1991 році, оскільки під час першої оборони Севастополя, в районі знаходився штаб англійських військ.